# گغام غاندیلیان
گغام غاندیلیان (ارمنی: Գեղամ Խանդիլյան؛ ۱۴ اکتبر ۱۹۷۴ – ۲۳ ژوئن ۲۰۰۹) بازیگر اهل ارمنستان بود.
در روز ۲۳ ژوئن ۲۰۰۹ در در یک تصادف رانندگی در بزرگراه واغارشاپات-آرماویر وی به همراه آرام میسکاریان در سن ۳۴ سالگی درگذشت.
از فیلم‌ها یا برنامه‌های تلویزیونی که وی در آن نقش داشته‌است می‌توان به مجموعه تلویزیونی وروگایت در نقش گوکور، اشاره کرد.